# Tetrapturus angustirostris
Tetrapturus angustirostris е вид лъчеперка от семейство Марлинови (Istiophoridae).

## Разпространение
Видът е разпространен в Австралия, Американска Самоа, Ангола, Бангладеш, Вануату, Виетнам, Гватемала, Гуам, Еквадор (Галапагоски острови), Йемен, Индия (Андамански и Никобарски острови), Индонезия, Иран, Кения, Кирибати, Китай, Колумбия, Коморски острови, Коста Рика, Мавриций, Мадагаскар, Майот, Малдиви, Малки далечни острови на САЩ (Лайн), Маршалови острови, Мексико, Мианмар, Микронезия, Мозамбик, Намибия, Науру, Никарагуа, Нова Зеландия, Нова Каледония, Оман, Остров Рождество, Острови Кук, Пакистан, Палау, Панама, Папуа Нова Гвинея, Перу, Провинции в КНР, Реюнион, Салвадор, Самоа, САЩ, Северни Мариански острови, Сейшели, Сомалия, Тайван, Танзания, Токелау, Тонга, Тувалу, Уолис и Футуна, Фиджи, Филипини, Френска Полинезия, Хондурас, Чили (Великденски остров), Шри Ланка, Южна Африка, Южна Корея и Япония.